# Allejaure (Arjeplogs socken, Lappland)
Allejaure är en sjö i Arjeplogs kommun i Lappland och ingår i Byskeälvens huvudavrinningsområde. Sjön har en area på 3,84 kvadratkilometer och ligger 479 meter över havet. Allejaure ligger i Byskeälven Natura 2000-område. Sjön avvattnas av vattendraget Långträskälven.

## Delavrinningsområde
Allejaure ingår i det delavrinningsområde (731011-161864) som SMHI kallar för Utloppet av Allejaure. Medelhöjden är 514 meter över havet och ytan är 26,52 kvadratkilometer. Räknas de 2 avrinningsområdena uppströms in blir den ackumulerade arean 78,95 kvadratkilometer. Långträskälven som avvattnar avrinningsområdet har biflödesordning 2, vilket innebär att vattnet flödar genom totalt 2 vattendrag innan det når havet efter 204 kilometer. Avrinningsområdet består mestadels av skog (66 procent) och sankmarker (19 procent). Avrinningsområdet har 3,91 kvadratkilometer vattenytor vilket ger det en sjöprocent på 14,7 procent.